# Guttmann Gumpel Klemperer

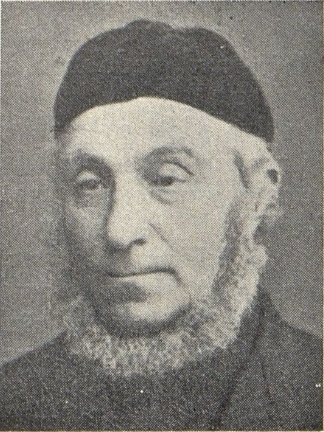
Guttmann Gumpel Klemperer, Kreisrabbiner in Tábor

Guttmann Gumpel Klemperer (geboren 22. August 1815 in Prag, Böhmen, Kaisertum Österreich; gestorben 28. Januar 1884 in Tábor) war ein böhmischer Rabbiner.

## Leben
Klemperer besuchte 1825 die Jeschiwa von Nahum Trebitsch (1779–1842) in Prag. 1826 wechselte er zur Jeschiwa von Löb Glogau. Gleichzeitig studierte er Hebräisch bei Wolf Maier. Nach seiner Bar Mitzwa studierte er zwei Jahre bei Moses Sofer in Bratislava und besuchte das dortige protestantische Gymnasium.
Ab 1835 gehörte er einer Gruppe („Aurora“) um Simon Hock, Koppelmann Lieben, Daniel Ehrmann, Moritz Kuh und Josef Schack an, die Gedanken der Aufklärung mit traditioneller jüdischer Praxis verbinden wollte.
Von 1838 bis 1839 absolvierte Klemperer das philosophische Biennium an der Karls-Universität in Prag. Dann studierte er an der Jeschiwa des Elias Bunzl-Federn und besuchte die Talmud-Vorlesungen von Salomo Juda Rapoport.
1843 arbeitete Klemperer als Lehrer. 1844 wurde er Rabbiner in Tábor und 1868 wurde er zum Kreisrabbiner des Bezirks Tábor berufen. Klemperer war Anhänger des gemäßigten liberalen Judentums.

## Bedeutung der Werke Klemperers
Klemperers Lebenswerk ist das Studium der Geschichte der Juden in Prag und Böhmen. Er schrieb die Geschichte des Prager Rabinats beginnend mit Judah Löw auf Deutsch. Das Buch wurde 1950 von Guido Kisch ins Englische übersetzt und 1988 ins Tschechische. Klemperer war Herausgeber des Jüdischen Geschichtskalenders. Er schrieb Biografien der Rabbiner und Talmudgelehrten Salomo Luria, Rabbenu Tam, Jonathan Eybeschütz, Jehoschua ben Chananja, Simeon ben Lakisch und Jochanan ben Sakkai. Klemperer übersetzte die Weltgeschichte von David Gans „Zemach David“ ins Deutsche. Bis 1890 erschienen davon 2 Bände unter dem Titel Chronikartige Weltgeschichte. Außerdem veröffentlichte er einige autobiografische Skizzen und populärwissenschaftliche Artikel über Gesundheit und Mystizismus.

## Familie
Klemperers Vater war der Prager Synagogendiener und Buchhändler Juda Markus Klemperer (* 1783). Seine Mutter war Judith Jeiteles (* 1788). Mütterlicherseits war Klemperer ein Nachkomme von Jomtow Lipmann Heller.
Klemperer war verheiratet mit Julie Bunzl-Federn (1822 – 17. September 1912), der Tochter seines Lehrers Elias Bunzl-Federn. Das Ehepaar hatte 9 Kinder:
- Alois Klemperer, Jurist, geboren 11. Juni 1846 in Tábor, gestorben 8. April 1910 in Wien, verheiratet mit Eugenie Jenny Ippen (1860–1933)[7]
- Elisabeth, verheiratete Popper, geboren 1847, gestorben 14. Juni 1924 in Wien, verheiratet mit Jonas Heinrich Popper (1841–1893)[8]
- Ludwig Klemperer, geboren 1849, gestorben 1850[9]
- Emilie Klemperer, geboren 1851[10]
- Mathilde Beran, geboren 1854, gestorben 3. November 1899 in Polička, Pardubice, verheiratet mit Adolf Beran (1848–1915)[11]
- Paula, verheiratete Klein, geboren 1856, gestorben 1881, verheiratet mit Julius Klein[12]
- Ernestine, verheiratete Klein, geboren 28. August 1857, gestorben 2. Oktober 1943 im KZ Theresienstadt, Opfer des Holocaust, verheiratet mit Julius Klein[13]
- Leo Klemperer, Arzt, geboren 8. Januar 1861 in Tábor, gestorben 20. November 1934 in Breslau, verheiratet mit Therese Kohn (1866–1931)[14]
- Karl Klemperer, geboren 8. Februar 1866 in Tábor[15]

## Schriften (Auswahl)
- Pražský rabinát, Praha: Sefer, 2008, ISBN 978-80-85924-54-1
- Rede zur Feier der silbernen Hochzeit Sr. Maj. Ferdinand des Gütigen, 1856
- Rede beim Dankfeste wegen Aufhebung der Judensteuer in Böhmen, Prag, 1847
- Ḥayye Yehonatan, Biografie von Jonathan Eybeschütz, Prag, 1858, WENTWORTH, 2018, ISBN 978-0341379317
- Jüdischer Geschichtskalender (Pascheles Volkskalender 1855–59)
- Der Patriarch Rabbi Juda II., ein Charakterbild, Prag, 1861
- Rabbi Salomo Luria, Prag, 1862
- Das Armengesetz nach Talmudischen Prinzipien, Prag, 1863
- Das Erziehungswesen nach den Prinzipien Unserer Altvordern, Prag, 1864
- Rabbi Löwe ben Bezalel, Lebensbild eines Prager Oberrabbiners, Prag, 1873
- Das Wesen der Jüdischen Geheimlehre, Prag, 1875–79
- Übersetzung von David Gans: Ẓemaḥ Dawid, Teil 1 und 2, veröffentlicht von Moritz Grünwald[1], British Library, Historical Print Ed., 2011, ISBN 978-1-241-69496-8